# Zimbabwe Tri-Series 2016/17
Die Zimbabwe Tri-Series 2016/17 war ein Drei-Nationen-Turnier im ODI-Cricket und fand vom 14. bis 27. November 2016 in Simbabwe statt. Teilnehmer des zur internationalen Cricket Saison 2016/17 gehörenden Turniers waren neben dem Gastgeber Simbabwe die Nationalmannschaften aus Sri Lanka und den West Indies. Im Finale konnte sich Sri Lanka mit 6 Wickets gegen Simbabwe durchsetzen.

## Vorgeschichte
Zuvor spielten Simbabwe und Sri Lanka eine Test-Serie und die West Indies eine Tour in den Vereinigten Arabischen Emiraten gegen Pakistan. Ursprünglich war geplant, dass Sri Lanka und Simbabwe eine ODI-Serie gegeneinander austrugen, was jedoch aus finanziellen Gründen in die Tri-Series umgewandelt wurde.

## Stadien
Die folgenden Stadien wurden für die Tour als Austragungsort vorgesehen und am 29. September 2016 festgelegt.
| Stadion            | Stadt    | Kapazität | Spiele              |
| ------------------ | -------- | --------- | ------------------- |
| Queens Sports Club | Bulawayo | 9.000     | 3. – 6. ODI; Finale |
| Harare Sports Club | Harare   | 10.000    | 1. & 2. ODI         |

## Kaderlisten
Die West Indies benannten ihren Kader am 13. Oktober 2016.
Sri Lanke benannte seinen Kader am 5. November 2016.
Simbabwe benannte seinen Kader am 11. November 2016.
| ODI | ODI | ODI |
| Simbabwe | Sri Lanka | West Indies |
| --- | --- | --- |
| - Graeme Cremer (K) - Brian Chari - Elton Chigumbura - Chamu Chibhabha - Tendai Chisoro - Craig Ervine - Hamilton Masakadza - Peter Moor (wk) - Christopher Mpofu - Carl Mumba - Tarisai Musakanda - Tinashe Panyangara - Sikandar Raza - Donald Tiripano - Sean Williams | - Upul Tharanga (K) - Dhananjaya de Silva - Niroshan Dickwella (wk) - Asela Gunaratne - Shehan Jayasuriya - Nuwan Kulasekara - Lahiru Kumara - Suranga Lakmal - Kusal Mendis - Sachith Pathirana - Kusal Perera (wk) - Nuwan Pradeep - Lakshan Sandakan - Dasun Shanaka - Jeffrey Vandersay | - Jason Holder (K) - Sulieman Benn (VK) - Devendra Bishoo - Carlos Brathwaite - Kraigg Brathwaite - Darren Bravo - Jonathan Carter - Johnson Charles - Miguel Cummins - Shane Dowrich - Shannon Gabriel - Shai Hope (wk) - Alzarri Joseph - Evin Lewis - Jason Mohammed - Sunil Narine - Ashley Nurse - Rovman Powell - Marlon Samuels |

## Format
In einer Vorrunde spielten die drei Mannschaften jeweils zwei Spiele gegen jede andere Mannschaft in einer Gruppe aus. Für einen Sieg gab es vier Punkte, für ein Unentschieden, No Result oder Absage zwei. Die beiden bestplatzierten der Gruppe tragen das Finale aus.

## Vorrunde
Tabelle
Zum Ende der Gruppenphase ergab sich die folgende Tabelle.
| Teams       | Sp. | S | N | U | R | NR | A | BP | Punkte | NRR    |
| ----------- | --- | - | - | - | - | -- | - | -- | ------ | ------ |
| Sri Lanka   | 4   | 2 | 1 | 0 | 0 | 1  | 0 | 1  | 11     | +0.488 |
| Simbabwe    | 4   | 1 | 1 | 1 | 0 | 1  | 0 | 0  | 8      | −1.020 |
| West Indies | 4   | 1 | 2 | 1 | 0 | 0  | 0 | 1  | 7      | +0.315 |

Spiele
| 14. November Scorecard | Harare | Simbabwe 154 (41.3)             | – | Sri Lanka 155-2 (24.3) |
|                        |        | Sri Lanka gewinnt mit 8 Wickets |   |                        |

| 16. November Scorecard | Harare | West Indies 227 (49.2)          | – | Sri Lanka 165 (43.1) |
|                        |        | West Indies gewinnt mit 62 Runs |   |                      |

| 19. November Scorecard | Bulawayo | Simbabwe 257 (50) | – | West Indies 257-8 (50) |
|                        |          | Unentschieden     |   |                        |

| 21. November Scorecard | Bulawayo | Simbabwe 55-2 (13.3) | – | Sri Lanka |
|                        |          | No Result            |   |           |

| 23. November Scorecard | Bulawayo | Sri Lanka 330-7 (50)        | – | West Indies 329-9 (50) |
|                        |          | Sri Lanka gewinnt mit 1 Run |   |                        |

| 25. November Scorecard | Bulawayo | Simbabwe 218-8 (49/49)                   | – | West Indies 124-5 (27.3/27.3) |
|                        |          | Simbabwe gewinnt mit 5 Runs (D/L method) |   |                               |

## Finale
| 27. November Scorecard | Bulawayo | Simbabwe 160 (36.3)             | – | Sri Lanka 166-4 (37.3) |
|                        |          | Sri Lanka gewinnt mit 6 Wickets |   |                        |